# Glochidion santisukii
Glochidion santisukii är en emblikaväxtart som beskrevs av Airy Shaw. Glochidion santisukii ingår i släktet Glochidion och familjen emblikaväxter. Inga underarter finns listade i Catalogue of Life.